# 腺叶山矾
腺叶山矾（学名：Symplocos adenophylla）为山矾科山矾属下的一个种。

## 扩展阅读
- 維基物種上的相關：腺叶山矾